# Мерење (Запрешић)
Мерење је насељено место у граду Запрешић, Загребачка жупанија, Хрватска.

## Историја
До територијалне реорганизације у Хрватској било је у саставу старе загребачке приградске општине Запрешић.

## Становништво
У попису становништва из 2011. године, Мерење је имало 129 становника.
| Број становника према пописима | Број становника према пописима | Број становника према пописима | Број становника према пописима | Број становника према пописима | Број становника према пописима | Број становника према пописима | Број становника према пописима | Број становника према пописима | Број становника према пописима | Број становника према пописима | Број становника према пописима | Број становника према пописима | Број становника према пописима | Број становника према пописима | Број становника према пописима |
| ------------------------------ | ------------------------------ | ------------------------------ | ------------------------------ | ------------------------------ | ------------------------------ | ------------------------------ | ------------------------------ | ------------------------------ | ------------------------------ | ------------------------------ | ------------------------------ | ------------------------------ | ------------------------------ | ------------------------------ | ------------------------------ |
| 1857                           | 1869                           | 1880                           | 1890                           | 1900                           | 1910                           | 1921                           | 1931                           | 1948                           | 1953                           | 1961                           | 1971                           | 1981                           | 1991                           | 2001                           | 2011                           |
| 175                            | 193                            | 182                            | 201                            | 225                            | 259                            | 239                            | 251                            | 252                            | 235                            | 227                            | 175                            | 163                            | 186                            | 158                            | 129                            |

Напомена: Године 1991. повећано припајањем дела подручја насеља Хрушевец Купљенски, који садржи део података од 1857. до 1971.